# Paul Dirac
Paul Dirac, ili punim imenom Paul Adrien Maurice Dirac (Bristol, 8. kolovoza 1902. – Tallahassee, Florida, 20. listopada 1984.), britanski fizičar. Nakon studija elektrotehnike u Bristolu studirao teorijsku fiziku u Cambridgeu. Kao poslijediplomski student otkrio 1926. zakone kvantne mehanike, u objašnjenju koje se odlikovalo općenitošću i logičkom jednostavnošću. Glavno je Diracovo znanstveno otkriće kvantna relativistička teorija elektrona, koju je razvio primjenom ideja Einsteinove teorije relativnosti na kvantnu mehaniku. U Diracovoj teoriji elektron je opisan s pomoću četiriju valnih funkcija koje su rješenja četiriju diferencijalnih jednadžbi (Diracove jednadžbe). Svako od tih stanja karakterizirano je projekcijom spina na jednu koordinatnu os (moguće su vrijednosti 1/2 i –1/2 u jedinicama Planckove konstante) i predznakom energije (Diracov elektron može imati pozitivnu ili negativnu energiju). Budući da se tada ništa nije znalo o elektronu negativne energije, Dirac je iznio ideju kako objasniti značenje elektrona negativne energije koji je proizlazio iz njegovih jednadžbi: manjak elektrona u jednom od stanja negativne energije odgovarao bi pozitivno nabijenoj čestici koja bi imala istu masu kao elektron. Tu je ideju pokusom potvrdio C. D. Anderson (Carl David Anderson), koji je na fotografijama dobivenima s pomoću maglene komore (Maglena komora) uočio tragove staza (putanja) čestica jednake mase kao što je i elektron, a pozitivnog električnog naboja. Ta je čestica nazvana antielektron ili pozitron. To je prva otkrivena čestica antimaterije. Važna su Diracova otkrića također kvantna teorija zračenja i Fermi-Diracova statistika. Godine 1933. dobio je Nobelovu nagradu za fiziku (zajedno s E. Schrödingerom).

## Životopis
Otac mu je bio Švicarac, a majka Engleskinja. Studirao je matematiku na Cambridgeu. Tu će i predavati sve do mirovine, u koju odlazi 1969.
Dirac je 1926., ubrzo nakon Nielsa Bohra razvio opću teorijsku strukturu za kvantnu mehaniku. 1928. uspio je stvoriti relativistički oblik teorije, odnosno relativističku kvantnu mehaniku koja je opisivala svojstva elektrona i ispravila neuspjeh Schrödingerove teorije pri objašnjavanju spina elektrona. Teorijski je zaključio da postoje pozitivno naelektrizirani elektroni koji su nazvani pozitroni. Njihovo postojanje je potvrdio i C. D. Anderson 1932. Susret elektrona i pozitrona dovodi do anihilacije (poništenja) ove dvije antičestice te do oslobađanja energije u obliku dva fotona (gama zračenja). Također, po Diracovoj teoriji i sve druge čestice imaju svoj anti-par ili antičesticu. 
1930. Paul Dirac objavljuje Principe kvantne mehanike (eng. The Principles of Quantum Mechanics), djelo koje je potvrdilo njegov ugled Newtona 20. stoljeća.
Paul Dirac je 1933. dobio Nobelovu nagradu za fiziku koju je dijelio s Erwinom Schrödingerom.
Preminuo je 1984.

## Doprinosi

### Spin
Spin (eng. spin: vrtnja), u fizici, je kvantnomehaničko svojstvo koje nema izravnog podudaranja (analogije) s klasičnim gibanjem, to je kvantunutrašnji impuls vrtnje, odnosno vlastita kutna količina gibanja subatomskih čestica. Spin subatomskih čestica poprima kvantizirane vrijednosti :
{\displaystyle {\frac {n\cdot \hbar }{2}}}
gdje je: ħ - reducirana Planckova konstanta ili {\displaystyle \hbar ={\frac {h}{2\pi }}}, a n - je mali cijeli broj (0, 1, 2, 3, 4). Za temeljne čestice tvari (leptone i kvarkove) kao i za nukleone i njihove antičestice, n je jednak jedinici te je prema tomu njihov spin {\displaystyle {\frac {\hbar }{2}}}. Spin fotona i ostalih prijenosnika temeljnih sila (W-bozona i Z-bozona te gluona) je {\displaystyle {\hbar }}, spin gravitona je{\displaystyle {2\cdot \hbar }}, a mezon i Higgsove čestice 0.
Spin je otkriven na temelju pokusa u kojima su O. Stern i W. Gerlach ispitivali utjecaj nehomogenoga magnetskoga polja na snopa atoma. Ako atomi imaju vlastiti magnetski moment, nehomogeno magnetsko polje djeluje na njih tako da otklanja snop od početnoga smjera. Stern i Gerlach opazili su da se snop atoma srebra rastavlja na dva snopa simetrična s obzirom na upadni smjer, iako se u atomu srebra nalazi samo jedan elektron u vanjskoj ljusci. G. E. Uhlenbeck i S. A. Goudsmit razjasnili su Stern-Gerlachov pokus 1925. uvođenjem spina elektrona. Elektron se ponaša kao mali magnet, tako da se njegov spinski magnetski moment ili pribraja ili oduzima orbitalnome magnetskom momentu. Odatle razlika između magnetskih momenata identičnih atoma i razdvajanje snopa atoma srebra. Općenito, za dani spin s vektor impulsa vrtnje precesira oko smjera magnetskoga polja tako da su dopušteni samo oni smjerovi koji odgovaraju projekciji s 2s + 1 vrijednosti magnetskoga kvantnog broja, m = s, s – 1, ..., –s. Ta se pojava naziva prostornom kvantizacijom. Kvantni broj spina poprima samo cijele ili polucijele vrijednosti, a pripadajuće čestice zadovoljavaju Bose-Einsteinovu, odnosno Fermi-Diracovu statistiku i nazivaju se bozonima, odnosno fermionima.
U relativističkoj teoriji P. A. M. Diraca spin elektrona pojavljuje se kao posljedica geometrijskoga karaktera Diracovih valova. Rješenje Diracove jednadžbe jednostupčane su matrice s četiri retka, koje se nazivaju spinori, a odražavaju invarijantna svojstva na transformacije Lorentzove grupe. Čestice određenog spina opisane su u relativističkoj kvantnoj teoriji poljima određenoga geometrijskoga karaktera. Tako su čestice sa spinom {\displaystyle {\frac {\hbar }{2}}} opisane spinornim poljima, čestice sa spinom 0 skalarnim, a čestice sa spinom {\displaystyle {\hbar }} vektorskim poljima (općenito tenzorskim poljima za cjelobrojne spinove). Pritom operator kvadrata spina, s2, ima vlastite vrijednosti {\displaystyle {\hbar }^{2}\cdot s\cdot (s+1)}.

### Antičestice
Općenito se temeljne subatomske čestice mogu podijeliti na prijenosnike sila (baždarne bozone), te na čestice tvari (leptone i kvarkove). Teorija elementarnih čestica pridružuje svakoj čestici i pripadnu nabojno konjugiranu česticu, takozvanu antičesticu. To je shvaćanje potvrđeno 1932. otkrićem pozitrona, čestice koja ima sva svojstva elektrona, ali za razliku od njega ima pozitivni električni naboj. Čestica i pripadna antičestica imaju istu masu, spin i vrijeme poluraspada, ali suprotan električni naboj ili magnetski moment, odnosno okus (e– i e+, neutron i antineutron). Antičestica može biti identična samoj čestici, kao na primjer u slučaju neutralnoga π-mezona (π0), dok se u slučaju neutralnoga kaona čestica i antičestica razlikuju u kvarkovskom okusu (stranosti). Općenito, električki neutralne čestice mogu imati antičestice koje se od njih razlikuju u jednom od više kvarkovskih naboja, ili se razlikuju (na primjer neutrino) u smjeru vrtnje.